# Ronde van Italië 2008/Tweede etappe
De tweede etappe van de Ronde van Italië 2008 werd op 11 mei verreden.
De tweede etappe in deze Ronde van Italië was niet echt zoals je mag verwachten in een grote ronde. In tegenstelling tot bijvoorbeeld de Ronde van Frankrijk werd er geen massasprint verwacht in de eerste rit in lijn. Over een geaccidenteerd van 207 kilometer ging het peloton dwars door het binnenland van Sicilië. Wie deze streek een beetje kent, weet wel dat het daar constant op en af gaat. Het weer in dit stukje van Italië was zeker niet perfect; de temperatuur was best in orde met 18 graden, maar het was overwegend bewolkt en er werd zelfs regen voorspeld. Eén renner ging vandaag niet van start, namelijk Igor Astarloa, de oud-wereldkampioen. Hij zat de hele nacht op de pot, waardoor het niet echt geschikt was om te starten. Na één dag telde het peloton nog 196 renners.
Door de mindere weersomstandigheden was slechts één enkele renner geïnspireerd. Het was de Spanjaard Dionisio Galparsoro van Euskaltel. Na 16 kilometer ging hij ervan door, maar veel snee zat er niet op. Hij liep uit tot 1’20”, waardoor hij als eerste boven kwam op de Gratteri, een col van tweede categorie. 15 kilometer werd hij echter weer gegrepen, omdat er in het pelooton veel renners begerig waren naar de bergpunten. Zo kwamen typische klimmers als Kevin Seeldraeyers, Sella (doping) en Félix Cárdenas naar voren om mee te sprinten. De Italiaan van CSF graaide de meeste punten mee, waardoor hij de groene bergtrui mag aantrekken. Door het zware openingsgedeelte lag de gemiddelde snelheid bijzonder laag, namelijk 30 km/u.
Dat was het teken voor David Loosli en Jérémy Roy om zich in de kijker te rijden. Het peloton reageerde niet meteen met als gevolg dat ze weg waren. Ze bereikten al snel hun maximum voorsprong van 10 minuten. Tot de Polizzello er aan kwam, een helling van derde categorie. In de grote groep verhoogde men het tempo, aangezien er alweer enkele renners op zoek gingen naar de bergpunten. De voorsprong op de top was slechts acht minuten meer. Emanuele Sella (doping)en Daniele Pietropolli pikten de laatste puntjes mee. In de afdaling zette Team Slipstream zich weer op kop, onder leiding van Bäckstedt, om de voorsprong nog meer naar beneden te halen. De twee koplopers passeerden ondertussen aan de ‘Exposprint’ in Serradifalco, waar Loosli als eerst voorbij kwam voor Roy. De Fransman was daar echter niet tevreden mee, want na die sprint besloot hij niet meer mee te werken. Ook de Lamprerenner besloot dan maar de handdoek in de ring te gooien en de twee zetten zich recht.
Ondertussen was het beginnen druppelen, wat gevaarlijke omstandigheden opleverde. Onder andere David Zabriskie en Alberto Contador kwamen ten val. De Amerikaanse kampioen tijdrijden moest op 60 kilometer van het einde afgevoerd worden met de ziekenwagen. Voor in het peloton vertraagde men ook het tempo, maar toch werden de vluchters gegrepen. Op 50 kilometer van het einde was hun liedje uitgezongen. Niemand demarreerde nog met als gevolg dat het peloton compact naar de plaatselijke ronde in Agrigento ging, tevens het parcous van het wereldkampioenschap wielrennen 1994. De etappe van vandaag eindigde op een klimmetje van 4 kilometer met een maximumpercentage van 10% op anderhalve kilometer van de aankomst. In de voorlaatste ronde was het Millar die het tempo hooghield.
In de laatste tien kilometers werd de koppositie in het peloton overgenomen door Liquigas, maar nog in grotere mate door LPR dat Danilo Di Luca naar voren bracht. Deze twee ploegen reden zo hard op kop dat niemand nog de intentie had om aan te vallen. Aan het begin van deze slotklim moesten al meteen een pak renners lossen door het strakke tempo van de jongens van Di Luca. De klassementsrenners en specialisten schoten naar voor, maar niemand wou al vroeg aanvallen. Zelfs op het steilste stuk was het nog behoorlijk rustig. Onder de rode vod was het uiteindelijk Joaquím Rodríguez die als eerste ging. Hij ging er als een speer vandoor met niemand in zijn wiel. De helpers van LPR moesten van kop en Leonardo Piepoli van Saunier Duval lag het tempo opnieuw wat hoger. Ook hij kon de kloof met Rodriguez niet dichten. Paolo Savoldelli moest uiteindelijk in de laatste, vlakke 400 meters alles uit de kast halen om de Spaanse kampioen bij te halen. De renner van Caisse d’Epargne viel op 200 meter van de aankomst stil en werd voorbijgesneld door Riccardo Riccò. Die haalde het oppermachtig in de sprint voor Danilo Di Luca & Davide Rebellin. Franco Pellizotti werd vierde en nam de leiderstrui over. Uiteindelijk bleven de verschillen beperkt, alleen was er weer tijdsverlies voor Gilberto Simoni en Mauricio Soler (die sukkelde met een bronchitis).
1e etappe ·
2e etappe ·
3e etappe ·
4e etappe ·
5e etappe ·
6e etappe ·
7e etappe ·
8e etappe ·
9e etappe ·
10e etappe ·
11e etappe ·
12e etappe ·
13e etappe ·
14e etappe ·
15e etappe ·
16e etappe ·
17e etappe ·
18e etappe ·
19e etappe ·
20e etappe ·
21e etappe
Startlijst · Eindstanden · Afbeeldingen